# Ursulo Galván (kommun)
Ursulo Galván är en kommun i Mexiko.   Den ligger i delstaten Veracruz, i den sydöstra delen av landet, 290 km öster om huvudstaden Mexico City.
Följande samhällen finns i Ursulo Galván:
- Zempoala
- Ursulo Galván
- El Paraíso
- Real del Oro
- Paso de Doña Juana
- José Guadalupe Rodríguez
- El Chalahuite
- Loma de San Rafael
- El Porvenir
- Francisco I. Madero
- Monte de Oro
- El Limoncito
- La Desviación